# Timo Latsch
Timo Latsch (* 22. Februar 1977 in Siegen) ist ein deutscher Sportjournalist, Fußballkommentator und Moderator.

## Karriere
Der Moderator, Redakteur und Kommentator absolvierte seine Ausbildung bei Radio Siegen. Latsch war Fußballkommentator für mehrere Radiostationen wie Radio FFH, Antenne Bayern und Radio NRW. Für seine Reportagen erhielt er 2003 den Hörfunkpreis der Landesanstalt für Medien Nordrhein-Westfalen (LfM). Von 2005 bis 2009 arbeitete er für verschiedene Fernsehsender wie DSF oder WDR.
Seit 2009 ist Timo Latsch stellvertretender Leiter des Sportpools bei RTL und n-tv. Er steht für n-tv als Moderator und Sportexperte vor der Kamera, arbeitet für RTL als Kommentator und Sportreporter. Latsch war bei mehreren Sportveranstaltungen als Berichterstatter über die deutsche Fußballnationalmannschaft vor Ort. Er gehörte zu den wenigen Journalisten, die bei der WM 2014 mit dem Siegerflieger den neuen Weltmeister Deutschland von Rio de Janeiro nach Frankfurt am Main begleiten durfte. Er tritt regelmäßig auch in sportbezogenen Talkshows wie dem Doppelpass in Sport1 auf.
Seit 2015 kommentiert er für RTL und Nitro Fußballspiele zu den Qualifikationsspielen der DFB-Elf oder Spiele der Europa League, für n-tv kommentierte er mehrere U21-Länderspiele der deutschen Fußballnationalmannschaft. Timo Latsch hat einen eigenen Podcast „Mein Spiel“, wo bekannte Fußballkommentatoren über ihre größten Spiele erzählen.
2022 sorgte eine Reportage von ihm und Jonas Gerdes für Schlagzeilen. In "Rote Karte statt Regenbogen" kamen Homosexuelle aus Katar zur Wort, die von Folter und Diskriminierung von staatlicher Seite berichteten. Latsch, der offen homosexuell lebt, verzichtete daraufhin auf die Teilnahme als Reporter bei der WM in Katar.
Außerdem gibt Timo Latsch Seminare an verschiedenen Journalistenschulen und Akademien.